# 蒙山都法
蒙山都法或孟山都法是化學工業上利用甲醇羰基化製備乙酸的方法；1970年，孟山都公司建造了首个使用铑为基础的催化剂的製備方法。創新地運用铑或铱代替钴作為主催化剂，而以碘作为活化剂的可溶性催化剂体系。该体系活性很高，反应条件卻十分温和；与高压羰基化相比，反应温度和反应压强较使用鈷的巴斯夫法有明显降低。收率可达99%。
但蒙山都法也存在一些固有的缺点:
1. 主催化剂金属铑价格昂贵。
2. Rh(Ⅰ)催化剂不稳定，在一氧化碳不足时(如在生产后期分离产物时)易被氧化为Rh (Ⅲ) ，而从体系中沉淀出RhI3。
3. 反应体系中存在大量的水(加水主要是为了避免铑的沉淀和提高反应速率) ，会造成产物分离的困难和投资的增加
4. 碘化物的存在会造成严重的设备腐蚀。

研究羰基化反应催化剂中的过渡金属中心原子与配体的相互作用, 以此来提高其催化活性、选择性和稳定性,一直是科研工作者改性催化剂的重要研究内容可溶性碳基锗碘络合物是低压法甲醇制乙酸所采用的催化剂, 反应条件温和, 具有很高的催化活性和选择性。

## 歷史
90年代后期，英国石油成功的将Cativa催化法商业化；Cativa催化法比孟山都法有更高的效率，並且也更加绿色化学；這在一定程度上排挤了孟山都法。

## 催化循環

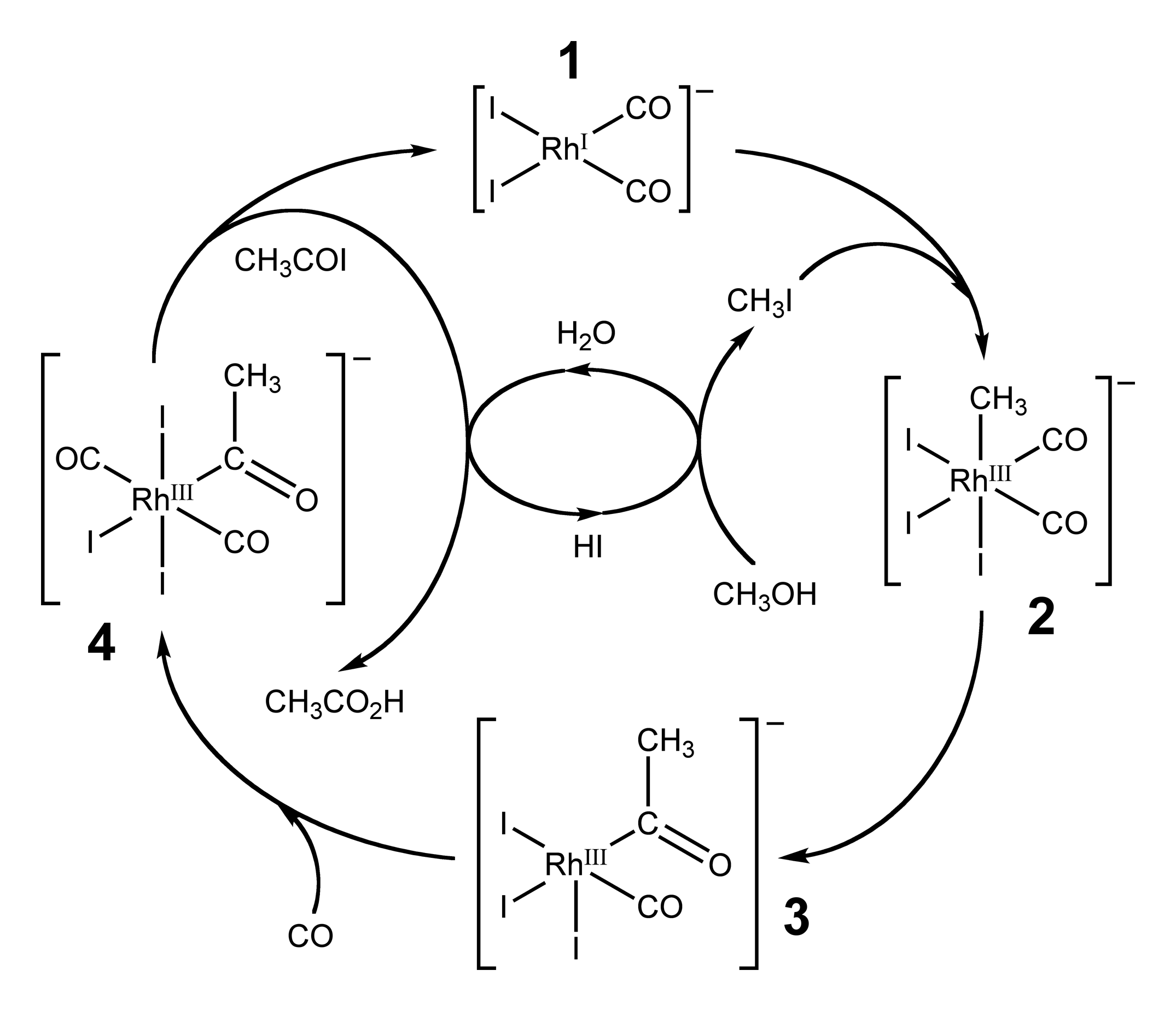
孟山都法的催化循環

## 乙酸酐的生产
乙酸酐可由乙酸甲酯的羰基化制得，常以铑和锂的碘化物作催化剂：
CH3CO2CH3  + CO  →   (CH3CO)2O
该反应中，乙酸甲酯先被转化为碘甲烷和一个乙酸盐。然后经由蒙山都法处理的碘甲烷被羰基化得到乙酰碘。乙酰碘和乙酸盐或乙酸反应生成产物。由于乙酸酐在水中不稳定，该反应需在无水环境中进行。相比之下，孟山都法的乙酸合成虽然也涉及含铑催化剂催化羰基化碘甲烷，但起码有部分反应是在水溶液中的。

## 外部鏈接
- 資料
- 資料